# Жук-скакун (фильм)
«Жук-скакун» (в русском переводе также «Жук-попрыгун», «Муравьиный лев») — короткометражный фильм Кристофера Нолана, снятый в 1997 году. Чёрно-белый трёхминутный триллер без слов, единственную роль в котором исполнил Джереми Теобалд, впоследствии сыгравший главную роль в полнометражном дебюте Нолана «Преследование».
Фильм вошёл в сборник из 16 европейских короткометражек «Cinema16: European Short Films», вышедший на DVD в 2003 году.

## Сюжет
В комнате находится человек в майке. Когда он слышит шорох на полу, то бросается в это место с ботинком в руке и пытается прихлопнуть то, что производит шорох. Однако это ему не удаётся. В какой-то момент в углу начинают двигаться штаны, под которыми есть что-то живое. Человек пытается прихлопнуть существо под штанами, а затем обнаруживает там миниатюрного человечка, копию себя. Он хочет раздавить человечка ногой, но ему не удаётся. Видно, что человечек делает те же движения, что и главный герой, но на несколько секунд раньше. Загнав человечка в угол, герой наконец хлопает по нему ботинком. В это время за его спиной появляется лицо ещё одной копии героя, на этот раз во много раз больше него. Увеличенная копия также держит ботинок и хлопает им по герою.